# Rostnackad trapp
Rostnackad trapp (Neotis denhami) är en fågel i familjen trappar som förekommer i Afrika.

## Utseende och läten
Rostnackad trapp är en relativt stor medlem av familjen med en kroppslängd på 100 cm för hanen och 80 cm för honan. Den har svartkantad grå hjässa, vitt ögonbrynsstreck och en svart linje som löper bakåt från ögat. Vidare är halsen grå och nacken orangebrun. På vingen syns en stort svartvitmönstrad vingpanel. Den är mestadels tystlåten, men låter höra ett gutturalt skällande ljud och från hanen hörs ett djupt dån.

## Utbredning och systematik
Rostnackad trapp delas in i tre underarter med följande utbredning:
- Neotis denhami denhami – förekommer från sydvästra Mauretanien, Senegal och Gambia till norra Uganda och Etiopien
- Neotis denhami jacksoni – förekommer från Kenya och västra Tanzania till Botswana, Zimbabwe och södra Angola
- Neotis denhami stanleyi – förekommer i Swaziland och Sydafrika

### Släktestillhörighet
Arten placeras traditionellt i släktet Neotis, men DNA-studier visar att det står nära Ardeotis, så pass att vissa auktoriteter inkluderar det däri.

## Status
Rostnackad trapp tros minska relativt kraftigt till följt av hårt jakttryck och omvandling av dess levnadsmiljö till jordbruksmarker. IUCN kategoriserar därför arten som nära hotad.

## Namn
Fågelns vetenskapliga artnamn hedrar Överstelöjtnant Dixon Denham (1786-1828), engelsk upptäcktsresande verksam i Västafrika och viceguvernör i Sierra Leone 1828. Tidigare kallades den denhamtrapp även på svenska, men justerades 2023 till ett enklare och mer informativt namn av BirdLife Sveriges taxonomikommitté.